# Jennie Fowler Willing
Jennie Fowler Willing (Burford, 22 de janeiro de 1834 – Nova Iorque, 6 de outubro de 1916) foi uma educadora, escritora, pregadora, reformadora social e sufragista norte-americana nascida no Canadá.
Ela era professora de inglês e líder no movimento da temperança. Willing escreveu inúmeros livros, incluindo From Fifteen to Twenty-five: A Book for Young Men e folhetins para jornais. Ela casou-se com um advogado e pastor metodista aos dezenove anos. Em 1873, ela e seu marido tornaram-se professores da Illinois Wesleyan University.
Willing começou a ser notada quando juntou-se à União Feminina da Temperança do Estado de Illinois, sendo líder da organização por alguns anos. Ela e Emily Huntington Miller estiveram envolvidas na criação e presidência da convenção de Cleveland de 1874, onde foi formada a União Nacional da Temperança Cristã Feminina. Willing foi editora do periódico nacional da organização por um tempo. Em 1895, ela fundou a New York Evangelistic Training School.

## Início de vida e educação
Jennie Fowler nasceu em 1834 em Burford, Alto Canadá. Seus pais, Horatio Fowler e Harriet Ryan, eram descendentes de ingleses, escoceses e irlandeses. Sua avó materna foi deserdada pois decidiu compartilhar os perigos da selva com um ministro itinerante, Henry Ryan. Seu pai era um "patriota" canadense, que perdeu tudo em uma tentativa de garantir a independência do país e escapou para o oeste dos Estados Unidos com sua família.
Willing caiu em um poço aos dois anos de idade e teve problemas de saúde a longo prazo. Em 1842, a família mudou-se para Newark, Illinois. Lá, seu irmão Charles Henry Fowler, foi noivo por um período da sufragista Frances E. Willard.
Ela recebeu um diploma honorário da Evanston College for Ladies em 1872.

## Carreira

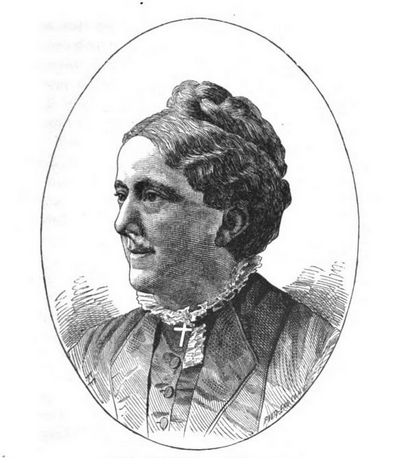
Jennie Fowler Willing

### Educadora e escritora
Willing começou a licenciatura aos quinze anos de idade. No ano seguinte, ela lecionou no semestre de inverno em uma escola de um vilarejo.
In 1853, aos dezenove anos, ela casou-se com William Crossgrove Willing, ministro metodista, e mudou-se com ele para o oeste do estado de Nova Iorque. Os muitos deveres da esposa de um pastor deixavam pouco tempo para o estudo, mas ela continuou a estudar línguas e ciências. Começou a escrever para a imprensa aos 16 anos e, além de constantes contribuições para jornais e revistas, produziu dois folhetins para jornais nova-iorquinos e 10 livros. Em 1873, foi eleita professora de Língua Inglesa e Literatura na Illinois Wesleyan University. Depois disso, ela foi vinculada como curadora e professora a várias instituições literárias. Em 1874, ela foi nomeada, com boas perspectivas de eleição, para a superintendência de instrução pública no estado de Illinois. Por conta de outras funções, ela foi obrigada a recusar a nomeação.

### Reformadora social

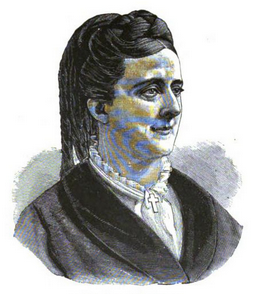
Jennie Fowler Willing

Seu amor herdado pela reforma a trouxe à tona quando a cruzada varreu os Estados Unidos. Por vários anos, Willing foi presidente da União Feminina da Temperança do Estado de Illinois. Junto com Miller, ela fez a convocação para a convenção de Cleveland e presidiu esse órgão, no qual a União Nacional da Temperança Cristã Feminina (NWCTU) foi organizada. Ela foi a primeira editora do periódico do NWCTU, mais tarde intitulado Union Signal. Willing foi atraída para falar em público por causa de seu zelo de temperança, e logo ela se viu discursando para imensas audiências em várias grandes cidades dos EUA. Como uma das secretárias correspondentes da Woman's Foreign Missionary Society, ela apresentou as reivindicações do movimento da temperança em conferências de ministros e em dezenas de grandes cidades em diferentes partes dos Estados Unidos, interessando milhares de pessoas em seu trabalho. Suas outras funções incluíram superintendente do Departamento de Treinamento Evangelístico da NWCTU e presidente da Frances Willard WCTU.
Por vários anos, ela prestou serviço semelhante para a Woman's Home Missionary Society. Como evangelista, ela realizou muitos cultos de avivamento grandes e importantes, e com notável sucesso. Após sua mudança para a cidade de Nova Iorque, em 1889, ela estava ocupada com seu trabalho missionário em casa, seus serviços evangelísticos, sua missão italiana e o serviço para imigrantes e sua casa para meninas imigrantes, em Nova Iorque, Boston e Filadélfia. Ela foi uma líder sufragista em Illinois.

## Morte
Willing faleceu viúva na cidade de Nova Iorque em 6 de outubro de 1916, e deixou seu dinheiro para a caridade.